# ОСУ-76
ОСУ-76 — опытная советская самоходная артиллерийская установка (САУ) периода Второй мировой войны. Была разработана в марте — мае 1944 года как максимально облегчённая и упрощённая версия СУ-76 и, как и последняя, предназначалась для непосредственной поддержки пехоты. Имея схожую конструкцию и одинаковую артиллерийскую часть с СУ-76, ОСУ-76 базировалась на агрегатах более раннего лёгкого танка Т-60. Три прототипа ОСУ-76 были изготовлены летом 1944 года, однако их испытания выявили недостаточную устойчивость столь лёгкой САУ при стрельбе из 76-мм пушки, а также неудовлетворительную подвижность, из-за чего на вооружение ОСУ-76 принята не была.